# Motomondiale 1949
La stagione 1949 è stata la prima del Motomondiale. La prima gara in assoluto della storia del campionato fu il Tourist Trophy, disputatasi tra il 13 (lo Junior TT) e il 17 giugno (Lightweight e Senior TT). Cinque le classi previste: quattro per le moto sciolte (125, 250, 350 e 500) e i sidecar (con motori da 600 cm³).

## Il contesto
La stagione inaugurale del Mondiale fu in realtà una versione "breve" del campionato europeo dell'anteguerra. Moto, circuiti e piloti erano tutti strettamente europei, con l'eccezione di una manciata di corridori di origine australiana e neozelandese. Il circuito di Monza era l'unico impianto permanente del campionato, mentre gli altri cinque erano ricavati da strade di normale circolazione.
Il sistema di assegnazione del punteggio, vigente solo quest'anno, prevedeva 10 punti al primo classificato in ogni categoria, 8 al secondo, 7 al terzo, 6 al quarto e 5 al quinto. Veniva inoltre assegnato 1 punto all'autore del giro più veloce, a condizione che riuscisse a terminare la gara. Nelle classi 125 e nei sidecar venivano considerati tutti i risultati ottenuti, mentre in 250, 350 e 500 erano tenuti validi solo i migliori tre risultati della stagione. A causa delle polemiche seguite all'attribuzione del punteggio nella classe 500, il cui campionato viene deciso da una discutibile e contraddittoria interpretazione del regolamento, lo stesso viene cassato e modificato per la successiva stagione.
Le 6 gare in programma erano distribuite in un arco temporale piuttosto ridotto: dopo l'esordio ad inizio giugno, l'ultima gara, il GP delle Nazioni, si svolse meno di tre mesi dopo, il 4 settembre. Tra l'altro tre delle gare, il GP di Svizzera, quello d'Olanda e quello del Belgio furono molto ravvicinati, nell'arco di soli 16 giorni tra il 2 e il 17 luglio.
Il Mondiale si risolse in un duello tra moto e piloti britannici e italiani, con i primi che ottennero i titoli di 350 (con Freddie Frith, vincitore di tutti i GP della stagione), 500 e sidecar, mentre in 125 e 250 si affermarono accoppiate italiane. Da segnalare il fatto che nell'ottavo di litro andarono a punti solo moto e piloti italiani.
Tra le curiosità il fatto che il GP dell'Ulster vide al via le tre classi presenti contemporaneamente, impedendo di fatto la partecipazione alle gare in più di una classe.

## Il calendario
| Data        | Gran Premio      | Circuito         | Vincitore 500  | Vincitore 350 | Vincitore 250      | Vincitore 125 | Vincitore sidecar               | Resoconto |
| ----------- | ---------------- | ---------------- | -------------- | ------------- | ------------------ | ------------- | ------------------------------- | --------- |
| 13 giugno   | Tourist Trophy   | Mountain Circuit | Harold Daniell | Freddie Frith | Manliff Barrington |               |                                 | Resoconto |
| 2 luglio    | GP di Svizzera   | Bremgarten       | Leslie Graham  | Freddie Frith | Bruno Ruffo        | Nello Pagani  | Eric Oliver Denis Jenkinson     | Resoconto |
| 9 luglio    | GP d’Olanda      | Assen            | Nello Pagani   | Freddie Frith |                    | Nello Pagani  |                                 | Resoconto |
| 17 luglio   | GP del Belgio    | Spa              | Bill Doran     | Freddie Frith |                    |               | Eric Oliver Denis Jenkinson     | Resoconto |
| 20 agosto   | GP dell’Ulster   | Clady            | Leslie Graham  | Freddie Frith | Maurice Cann       |               |                                 | Resoconto |
| 4 settembre | GP delle Nazioni | Monza            | Nello Pagani   |               | Dario Ambrosini    | Gianni Leoni  | Ercole Frigerio Lorenzo Dobelli | Resoconto |

## Sistema di punteggio e legenda
| Pos.  | 1  | 2 | 3 | 4 | 5 | 6> |
| ----- | -- | - | - | - | - | -- |
| Punti | 10 | 8 | 7 | 6 | 5 | 0  |

In aggiunta un punto supplementare a chi aveva realizzato il giro più veloce in gara tra i piloti giunti al traguardo.

## Le classi

### Classe 500
La prima edizione del Motomondiale si svolge in pieno dopoguerra e piloti e case sono costretti a partecipare con moto e tecnologie risalenti al decennio precedente. Su pressione delle case britanniche infatti, la Federazione vieta l'uso del compressore e delle benzine speciali ad alto numero di ottano, tecnologie già ampiamente sviluppate dalle concorrenti italiane e tedesche d'anteguerra.
Fra le fabbriche britanniche, la Norton si schiera al via con un classico monocilindrico, la Norton Manx, al contrario della AJS che partecipa con una bicilindrica parallela, soprannominata porcospino, priva però del compressore per il quale era stata progettata. La Moto Guzzi è costretta dal regolamento a rispolverare un'obsoleta bicilindrica. Insieme alla AJS, la Gilera è certamente la più colpita dall'imprevisto divieto per il compressore che viene eliminato dall'altrimenti inarrivabile "500 4C" d'anteguerra. Un nuovo motore raffreddato ad aria è provvisoriamente approntato dall'ing. Remor, mentre lo sviluppo definitivo della versione "atmosferica", scende in gara solo nel GP delle Nazioni. Il provvedimento chiude anche definitivamente la carriera, promettente e mai iniziata, della Bianchi 500 4 cilindri sovralimentata, collaudata a poche settimane dall'inizio del conflitto ed ora esclusa, senza aver gareggiato.
| Pos. | Costruttore | Punti   |
| ---- | ----------- | ------- |
| 1    | AJS         | 48 (32) |
| 2    | Gilera      | 46 (31) |
| 3    | Norton      | 37 (25) |
| 4    | Moto Guzzi  | 13      |
| 5    | Velocette   | 12      |
| 6    | Triumph     | 5       |

Prima dell'ultima prova a Monza, l'inglese Leslie Graham era saldamente al comando della classifica e solo un suo ritiro poteva rimettere in gioco il rivale Nello Pagani. Il giorno della gara accade proprio questo: Pagani vince, mentre il pilota della AJS si ritira a causa di un incidente alla curva di Lesmo causato da Carlo Bandirola. A questo punto i due sono a pari punti (sui migliori tre risultati), ma l'italiano ha 10 lunghezze di vantaggio nel conteggio totale che lo renderebbero Campione del Mondo.
Si scatena quindi una disputa sull'interpretazione del regolamento ufficiale (redatto in francese) secondo il quale si sarebbe dovuto assegnare un punto all'autore del giro più veloce in gara, se classificato. Secondo la Federazione Motociclistica Italiana, il punto avrebbe dovuto essere assegnato all'autore del giro più veloce solo se questo avesse concluso la gara, mentre per gli inglesi il punto andava comunque assegnato a uno dei piloti classificati. Il problema era nato durante il Gran Premio di Svizzera, quando l'autore del giro più veloce (Ted Frend) non era giunto al traguardo e il punto "supplementare" era stato assegnato a Graham, autore del secondo giro più veloce e primo al traguardo.
La FIM decide di dare ragione agli inglesi, forse anche per compensare l'incidente subìto da Graham all'ultima gara proprio a causa di un pilota italiano e Leslie Graham diventa il primo campione del mondo della Classe 500.
Classifica piloti (prime 5 posizioni)
| Pos. | Pilota           | Moto   |    |     |     |     |     |     | P.ti |
| ---- | ---------------- | ------ | -- | --- | --- | --- | --- | --- | ---- |
| 1    | Leslie Graham    | AJS    | 10 | 1   | 2   | Rit | 1   | Rit | 30   |
| 2    | Nello Pagani     | Gilera |    | 4   | 1   | 5   | 3   | 1   | 29   |
| 3    | Arciso Artesiani | Gilera |    | 2   | 3   | 2   | Rit | 2   | 25   |
| 4    | Bill Doran       | AJS    | 8  |     | Rit | 1   | 4   | 3   | 23   |
| 5    | Artie Bell       | Norton | 4  | Rit | 4   | 4   | 2   |     | 20   |
| Pos. | Pilota           | Moto   |    |     |     |     |     |     | P.ti |

| Legenda                                                                        | 1º posto        | 2º posto        | 3º posto | A punti      | Senza punti        | Grassetto=Pole position Corsivo=Giro più veloce |
| Legenda                                                                        | Gara non valida | Non qualificato | Ritirato | Squalificato | "-" Dato non disp. | Grassetto=Pole position Corsivo=Giro più veloce |
| Fonte dei dati: motogp.com, racingmemo.free.fr, autosport.com, jumpingjack.nl. |                 |                 |          |              |                    |                                                 |

### Classe 350
La categoria delle 350 cm³ viene vinta dal quarantenne inglese Freddie Frith (Velocette) che vince tutte le gare del campionato e fa segnare tutti i giri veloci. Non chiude la stagione a punteggio pieno solo perché durante il GP del Belgio il suo giro veloce viene eguagliato dal compagno di squadra Bob Foster e viene così assegnato mezzo punto a testa.
| Pos. | Costruttore | Punti |
| ---- | ----------- | ----- |
| 1    | Velocette   | 55    |
| 2    | AJS         | 30    |
| 3    | Norton      | 21    |

Il 1949 fu anche l'ultimo anno di corse di Frith, ritiratosi a fine stagione.
Tutti i piloti di questa categoria sono di madrelingua inglese. Fanno eccezione solo gli italiani Bruno Bertacchini ed Enrico Lorenzetti (entrambi su Moto Guzzi) e l'olandese Lous van Rijswijk su Velocette; nessuno di questi riuscì però ad ottenere punti validi per la classifica iridata.
Fra i partecipanti nella categoria vi sono anche due dei Campioni del Mondo della stagione in altre classi: quello della 500 Leslie Graham (secondo al Bremgarten con una AJS) e Eric Oliver, iridato nei sidecar (con una Velocette è ventunesimo allo Junior TT).
Nella classifica costruttori appaiono i nomi di sole tre aziende, tutte britanniche; al primo posto ovviamente la Velocette a punteggio pieno, seguita da AJS e Norton.
Classifica piloti (prime 5 posizioni)
| Pos. | Pilota         | Moto      |    |   |   |   |   |    | P.ti |
| ---- | -------------- | --------- | -- | - | - | - | - | -- | ---- |
| 1    | Freddie Frith  | Velocette | 1  | 1 | 1 | 1 | 1 | NE | 33   |
| 2    | Reg Armstrong  | AJS       | 5  | 4 | - | 6 | 3 | NE | 18   |
| 3    | Bob Foster     | Velocette | 6  | - | 2 | 2 |   | NE | 16,5 |
| 4    | Eric McPherson | AJS       | 11 | - | 5 | 5 | 4 | NE | 16   |
| 5    | Johnny Lockett | Norton    | 7  | 8 | 3 | 3 |   | NE | 14   |
| Pos. | Pilota         | Moto      |    |   |   |   |   |    | P.ti |

| Legenda                                                                        | 1º posto        | 2º posto        | 3º posto | A punti      | Senza punti        | Grassetto=Pole position Corsivo=Giro più veloce |
| Legenda                                                                        | Gara non valida | Non qualificato | Ritirato | Squalificato | "-" Dato non disp. | Grassetto=Pole position Corsivo=Giro più veloce |
| Fonte dei dati: motogp.com, racingmemo.free.fr, autosport.com, jumpingjack.nl. |                 |                 |          |              |                    |                                                 |

### Classe 250
| Pos. | Costruttore | Punti |
| ---- | ----------- | ----- |
| 1    | Moto Guzzi  | 41    |
| 2    | Benelli     | 19    |
| 3    | Rudge       | 13    |
| -    | Norton      | 13    |
| 5    | Excelsior   | 10    |

La prima stagione della Classe 250 viene disputata solamente su 4 prove. È tuttavia la categoria più incerta, con 4 vincitori diversi nelle gare disputate.
In classifica generale trionfa l'accoppiata italiana Bruno Ruffo/Moto Guzzi. Il pilota di Verona, grazie a 3 risultati utili su 4, si impone sul connazionale Dario Ambrosini, pilota Benelli e vincitore della prova di Monza. In questa classe è netto il dominio delle moto italiane rispetto alle obsolete moto inglesi, fa eccezione solo la Norton di Ron Mead che chiude il campionato al terzo posto.
Per quanto riguarda la classifica costruttori la competizione fu molto meno accesa, tre dei vincitori dei singoli gran premi erano infatti equipaggiati con motoveicoli della casa di Mandello del Lario; ai punti relativi alla posizione in classifica (3 vittorie ed un secondo posto) si aggiunsero anche quelli per il giro più veloce ottenuto in tre occasioni.

Classifica piloti (prime 5 posizioni)
| Pos. | Pilota             | Moto       |     |   |    |    |   |   | P.ti |
| ---- | ------------------ | ---------- | --- | - | -- | -- | - | - | ---- |
| 1    | Bruno Ruffo        | Moto Guzzi |     | 1 | NE | NE | 2 | 4 | 24   |
| 2    | Dario Ambrosini    | Benelli    | Rit | 2 | NE | NE | - | 1 | 19   |
| 3    | Ron Mead           | Norton     | 4   | - | NE | NE | 3 | - | 13   |
| 4    | Maurice Cann       | Moto Guzzi |     | - | NE | NE | 1 | - | 11   |
| 5    | Claudio Mastellari | Moto Guzzi |     | 4 | NE | NE | - | 5 | 11   |
| Pos. | Pilota             | Moto       |     |   |    |    |   |   | P.ti |

| Legenda                                                                        | 1º posto        | 2º posto        | 3º posto | A punti      | Senza punti        | Grassetto=Pole position Corsivo=Giro più veloce |
| Legenda                                                                        | Gara non valida | Non qualificato | Ritirato | Squalificato | "-" Dato non disp. | Grassetto=Pole position Corsivo=Giro più veloce |
| Fonte dei dati: motogp.com, racingmemo.free.fr, autosport.com, jumpingjack.nl. |                 |                 |          |              |                    |                                                 |

### Classe 125
| Pos. | Costruttore  | Punti |
| ---- | ------------ | ----- |
| 1    | Mondial Moto | 33    |
| 2    | Moto Morini  | 16    |
| 3    | MV Agusta    | 13    |

Nelle ottavo di litro, l'anno di esordio del Motomondiale è dominato da moto e piloti italiani. Nelle 3 prove disputate vanno a punti solo piloti italiani con moto italiane.
Il vincitore del Campionato è Nello Pagani su FB Mondial che con 2 vittorie in Svizzera e Olanda trionfa davanti a Renato Magi su Moto Morini. Il vincitore dell'ultima gara sul circuito di Monza è invece Gianni Leoni (Mondial) che chiude la stagione al 5º posto, superato in classifica dalle giovani promesse Umberto Masetti e Carlo Ubbiali, in quell'anno al suo debutto in un campionato.
La vittoria nel campionato costruttori andò alla Mondial che precedette la Moto Morini e la MV Agusta.

Classifica piloti (prime 5 posizioni)
| Pos. | Pilota          | Moto        |    |   |    |    |    |     | P.ti |
| ---- | --------------- | ----------- | -- | - | -- | -- | -- | --- | ---- |
| 1    | Nello Pagani    | FB Mondial  | NE | 1 | 1  | NE | NE | 5   | 27   |
| 2    | Renato Magi     | Moto Morini | NE | 2 | -  | NE | NE | 4   | 14   |
| 3    | Umberto Masetti | Moto Morini | NE | 5 | SQ | NE | NE | 2   | 13   |
| 4    | Carlo Ubbiali   | MV Agusta   | NE | 4 | 3  | NE | NE | Rit | 13   |
| 5    | Gianni Leoni    | FB Mondial  | NE | - | -  | NE | NE | 1   | 11   |
| Pos. | Pilota          | Moto        |    |   |    |    |    |     | P.ti |

| Legenda                                                                        | 1º posto        | 2º posto        | 3º posto | A punti      | Senza punti        | Grassetto=Pole position Corsivo=Giro più veloce |
| Legenda                                                                        | Gara non valida | Non qualificato | Ritirato | Squalificato | "-" Dato non disp. | Grassetto=Pole position Corsivo=Giro più veloce |
| Fonte dei dati: motogp.com, racingmemo.free.fr, autosport.com, jumpingjack.nl. |                 |                 |          |              |                    |                                                 |

### Sidecar
| Pos. | Costruttore | Punti |
| ---- | ----------- | ----- |
| 1    | Norton      | 31    |
| 2    | Gilera      | 25    |
| 3    | BMW         | 6     |

Anche i sidecar, come le 125, disputano la stagione inaugurale su 3 prove (Svizzera, Belgio e Italia).

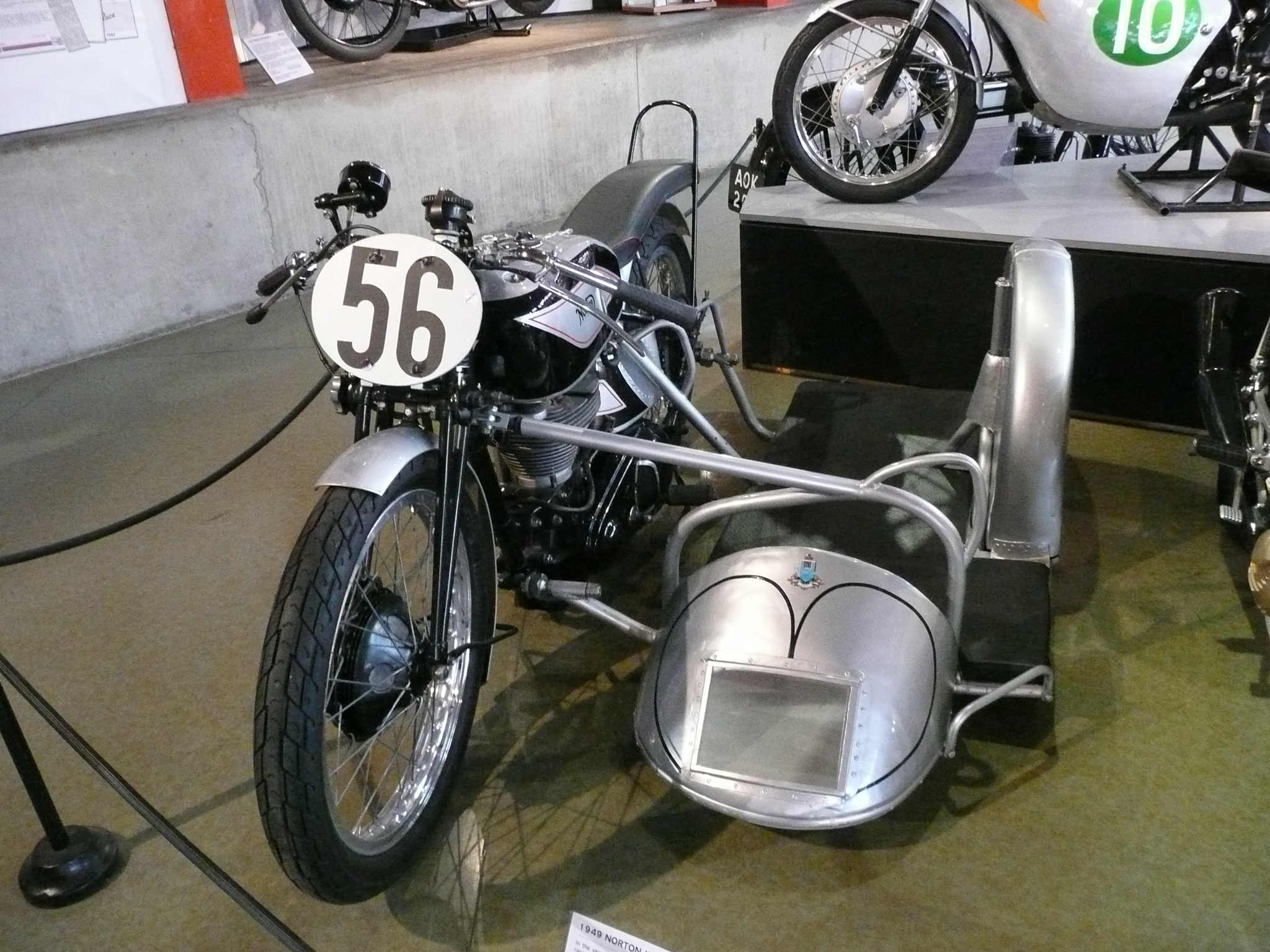
Un sidecar Norton del 1949.

Vincitori del primo mondiale sono gli inglesi Oliver / Jenkinson su Norton che con due vittorie e tre giri veloci battono la coppia italiana Frigerio/Dobelli (Gilera), vincitori dell'ultima tappa sul circuito di Monza.
In questa classe è avvenuto il debutto della prima donna nel Motomondiale. Si tratta della svizzera Marie Mühlemann che ha partecipato al gran premio di casa come passeggera del marito Fritz (Norton) chiudendo in settima posizione.
Debutta con i sidecar anche il giovane svizzero Luigi Taveri passeggero del fratello Hans, sempre su Norton.
Da segnalare purtroppo anche la morte, al primo giro del Gran Premio del Belgio, dell'equipaggio Edouard Bruylant/Hurst a causa di un incidente.
Per quanto riguarda i costruttori, come già per le 125 e le 350, furono solamente tre le case in classifica, oltre a Norton e Gilera che equipaggiavano i primi due equipaggi in classifica, solamente la BMW ottenne dei punti iridati.

Classifica equipaggi (prime 5 posizioni)
| Pos. | Pilota                            | Moto   |    |   |    |   |    |   | P.ti |
| ---- | --------------------------------- | ------ | -- | - | -- | - | -- | - | ---- |
| 1    | Eric Oliver / Denis Jenkinson     | Norton | NE | 1 | NE | 1 | NE | 5 | 28   |
| 2    | Ercole Frigerio / Lorenzo Dobelli | Gilera | NE | 2 | NE | - | NE | 1 | 18   |
| 3    | Vanderschrick / Whitney           | Norton | NE | - | NE | 2 | NE | 2 | 16   |
| 4    | Ernesto Merlo / Aldo Veglio       | Gilera | NE | - | NE | 3 | NE | 4 | 13   |
| 5    | Albino Milani / Ezio Ricotti      | Gilera | NE | 5 | NE | - | NE | 3 | 12   |
| Pos. | Pilota                            | Moto   |    |   |    |   |    |   | P.ti |

| Legenda                                                                        | 1º posto        | 2º posto        | 3º posto | A punti      | Senza punti        | Grassetto=Pole position Corsivo=Giro più veloce |
| Legenda                                                                        | Gara non valida | Non qualificato | Ritirato | Squalificato | "-" Dato non disp. | Grassetto=Pole position Corsivo=Giro più veloce |
| Fonte dei dati: motogp.com, racingmemo.free.fr, autosport.com, jumpingjack.nl. |                 |                 |          |              |                    |                                                 |